# Ена (річка)
Ена (фр. Aisne, французькою читається як «ен») — річка у Франції, ліва притока Уази. Важлива річка для французької системи каналів.

## Короткий опис
Довжина близько 280 км, площа басейну — близько 7,7 тис. км ². Витоки річки знаходяться в Аргоннському лісі на північному сході Франції, неподалік від Сент-Мену. Річка перетинає департаменти Мез, Марна, Арденни, Ена, впадаючи в департаменті Уаза в районі Комп'єня в річку Уаза.
Річка відома трьома битвами Першої світової війни.
Річка шлюзується, протягом 116 км судноплавна, з'єднана каналами з річками Марна та Маас. Найбільші міста на річці — Сент-Мену, Ретель, Лан, Суассон, Комп'єнь.

## Галерея

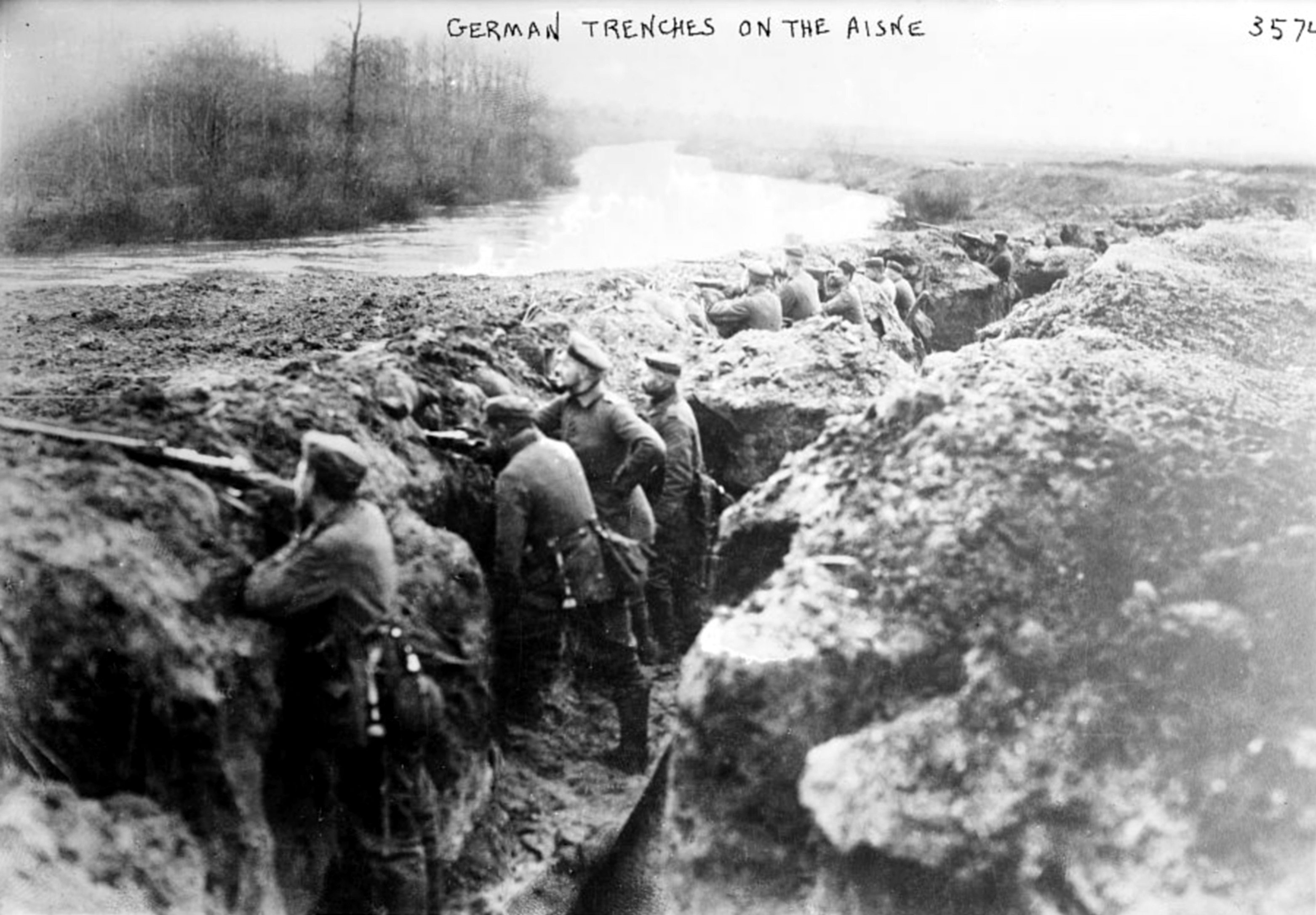
Німецькі окопи на Ені (1917)
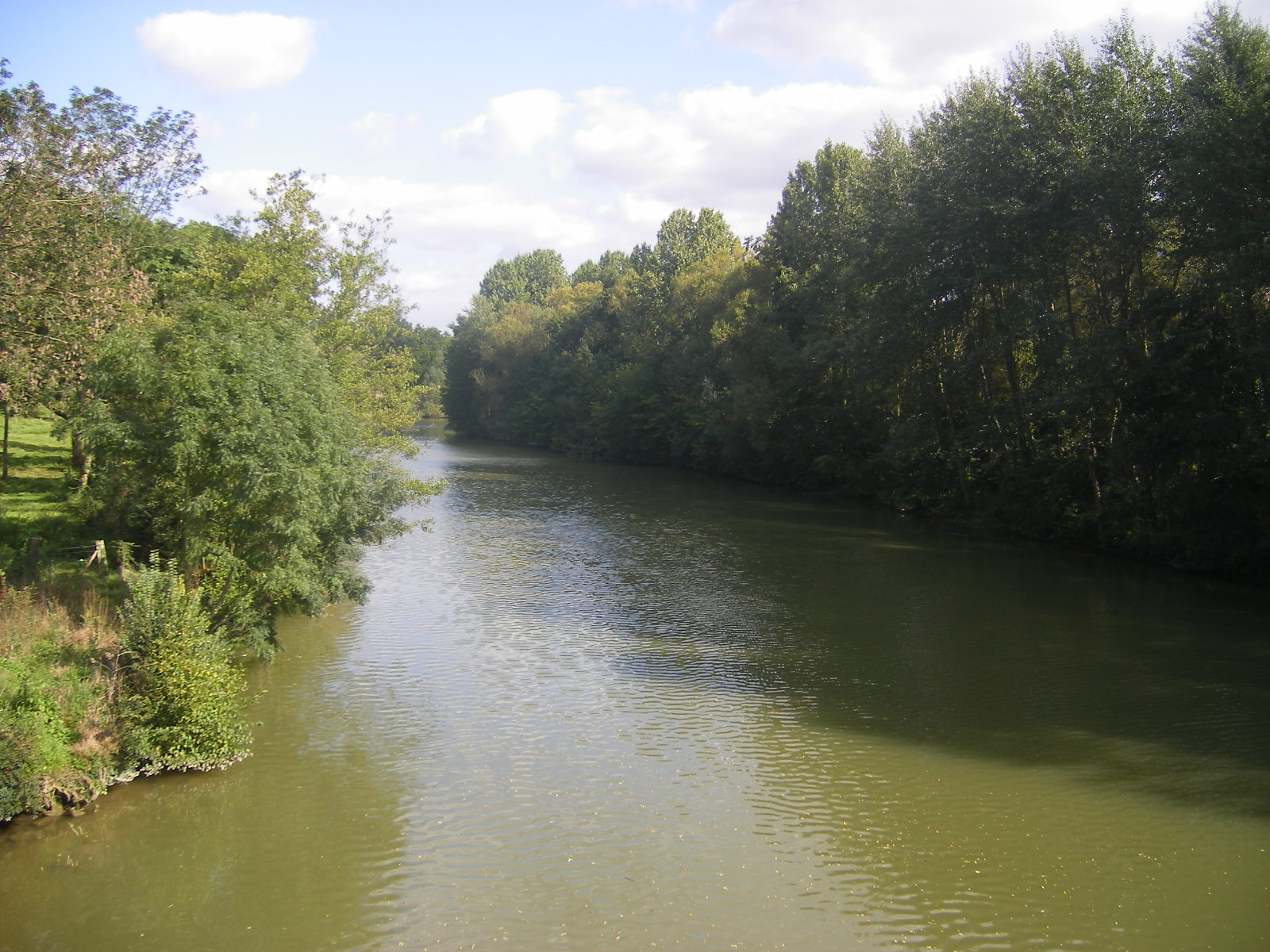
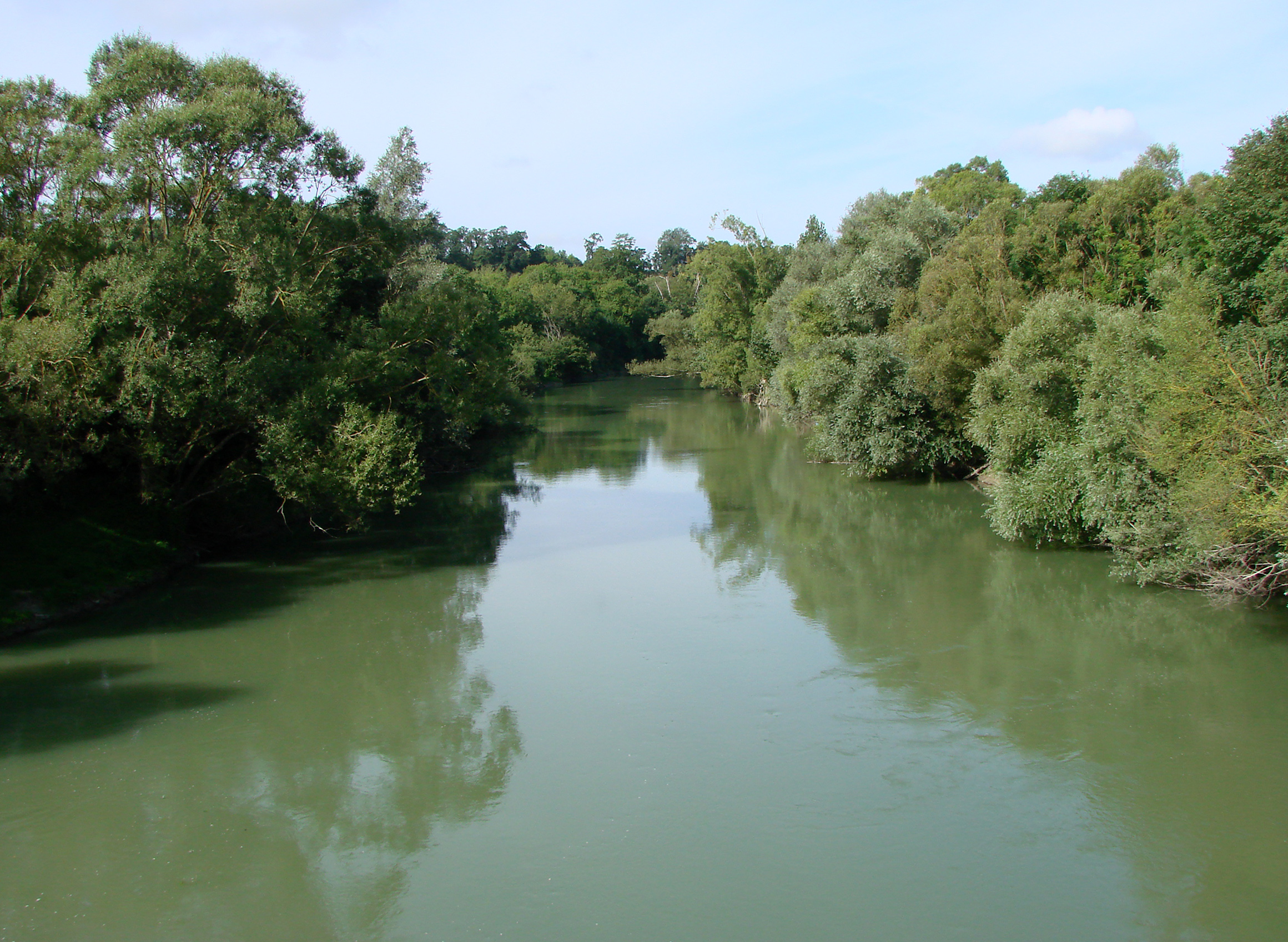
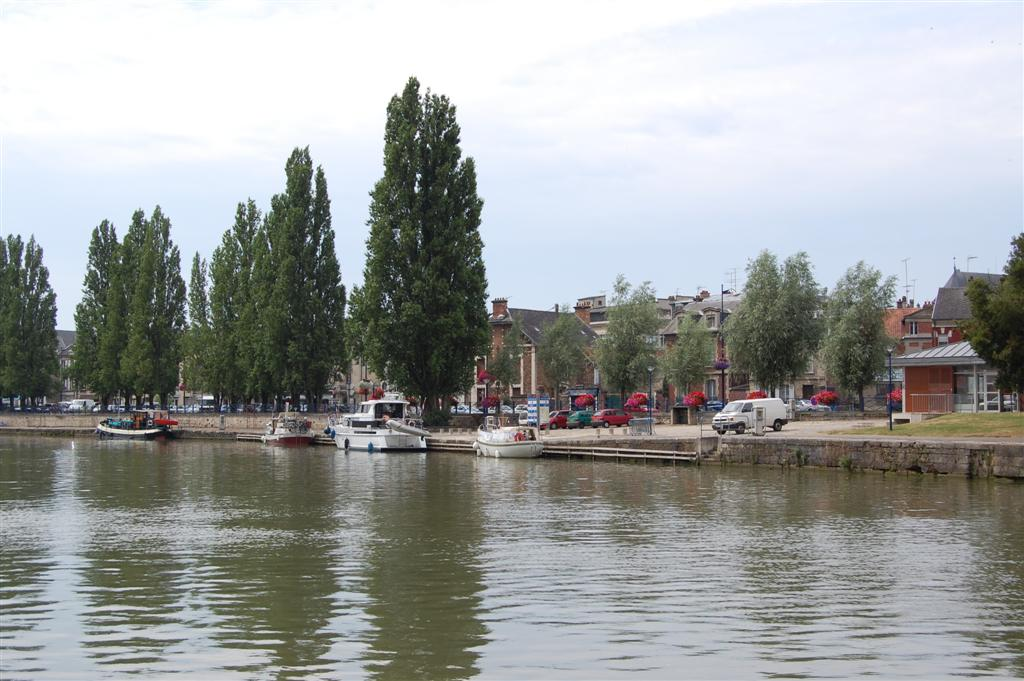
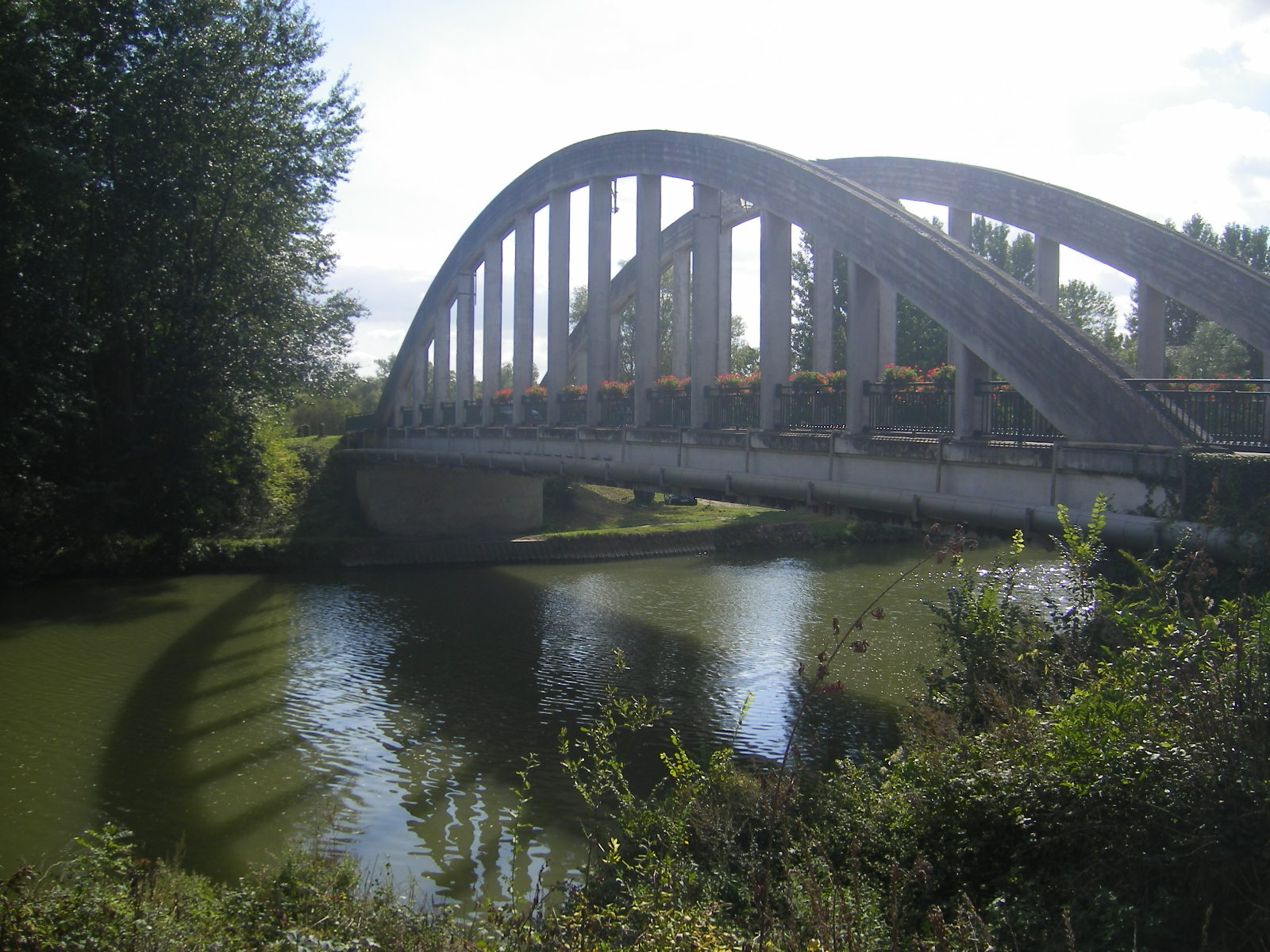